# Діонісій (Валединський)
Митрополит Варшавський і Волинський і всієї Православної Церкви в Польщі Діоні́сій (в миру Костянтин Миколайович Валединський; 4 травня 1876, Муром — 15 березня 1960, Варшава) — польський та український православний церковний діяч, єпископ Кременецький, митрополит Православної церкви Польщі. 

## Життєпис
Народився в місті Муром у сім'ї священника. В 1897 пострижений в чернці і рукоположений в ієродиякони, в 1899 р. — в ієромонахи.
В 1900 році закінчив Казанську духовну академію зі ступенем кандидата богословія і залишився професорським стипендіатом на кафедрі.
У 1901–1902 роках — інспектор Холмської духовної семінарії.
В 1902 році призначений ректором Таврійської духовної семінарії і возведений в сан архімандрита. В 1911 р. настоятель російської посольської церкви в Римі.
1913–1919 єпископ Кременецький, вікарій Волинської єпархії.
1 січня 1919 року Директорією був прийнятий «Закон про верховне управління Української Православної Автокефальної Синодальної Церкви».
Відповідно до цього Закону Українська Церква зі своїм Святим Синодом та ієрархією позбавилася будь-якої залежності від Всеросійського Патріярха (§ 6). Найвища законна влада, судова й адміністративна переходила до Собору Всеукраїнської Церкви (§ 1). Для постійного керівництва церковними справами, за законом, був необхідний Святий Синод із двох єпископів, одного архіпресвітера, одного пресвітера, одного диякона та трьох мирян (§ 2).
Уряд Директорії запросив митрополита Діонісія  до участі в Першому Святому Синоді.
Митрополит Діонісій запрошення не прийняв.
З другої половини 1919 року — в еміграції в Польщі.
Разом з митрополитом Юрієм (Ярошевським) був прихильником створення Православної церкви Польщі.
Єпископ Волинський (1919–1922), архієпископ Волинський (1922–1923).
У 1919–1923 роках управляв також Кременецькою єпархією, а в 1918–1920 роках — Холмською та Люблинською і Поліською єпархіями.
8 лютого 1923 року митрополит Георгій був застрелений у своїй резиденції архімандритом Смарагдом, противником автокефалії Православної Церкви в Польщі. Архієпископу Діонісію, як найстаршому з решти єпископів, було доручено виконувати обов’язки місцеблюстителя митрополита Варшави.
27 лютого 1923 року,  його було обрано новим митрополитом, а згодом 29 квітня 1923 року в соборі святої Марії Магдалини у Варшаві відбулася інтронізація митрополита Діонісія. 
Митрополит продовжував справу свого попередника митрополита Георгія про набуття автокефалії Православної Церкви Польщі.
У листі від 18 листопада 1923 року до Московського Патріарха Тихона він просив благословення «самостійного існування Православної Церкви в Польщі». Однак отримав негативну відповідь. Патріарх стверджував, що єдиним органом, який може прийняти  рішення про автокефалію, є Архієрейський собор РПЦ, який неможливо скликати в нинішніх політичних умовах. Він також наголосив, що має лише неповну та суперечливу інформацію про ситуацію в Польщі, тому не може оцінити її позитивно. Митрополит Діонісій хотів прояснити всі сумніви, відправивши делегацію до Москви, але після зустрічі з міністром закордонних справ подав у відставку.
Польська влада запропонувала митрополиту Діонісію почати переговори з Константинопольським Патріархом, хоча чинний Патріарх Мелетій IV не висловив своєї позиції з цього приводу, але підтвердив обрання Діонісія, надавши йому титул митрополита Варшавського і Волинського, і всієї Православної Церкви в Польщі, а також сан священоархімандрита Почаївської Лаври.
У квітні 1923 року патріарх Мелентій IV надіслав лист до митрополита Діонісія, в ньому він не згадував про автокефалію, а лише пропонував, щоб православні в Польщі перейшли під його юрисдикцію.
Після відставки Мелетія митрополит Діонісій продовжив переговори з його наступником Григорієм VII. Надавши йому докладні звіти про становище Православної Церкви в Польщі, й надіславши йому подарунок у розмірі 12 тисяч фунтів стерлінгів, Григорій VII визнав незалежність Польської православної церкви. Його рішення було підтверджено Патріаршим Синодом 11 листопада 1924 року. Через два дні, 13 листопада 1924 року, Константинопольський патріарх підписав відповідний томос.
Урочисте проголошення незалежності Польської Автокефальної Православної Церкви відбулося 17 вересня 1925 року в  соборі Святої Марії Магдалини у Варшаві, у присутності представників давніх православних патріархатів.

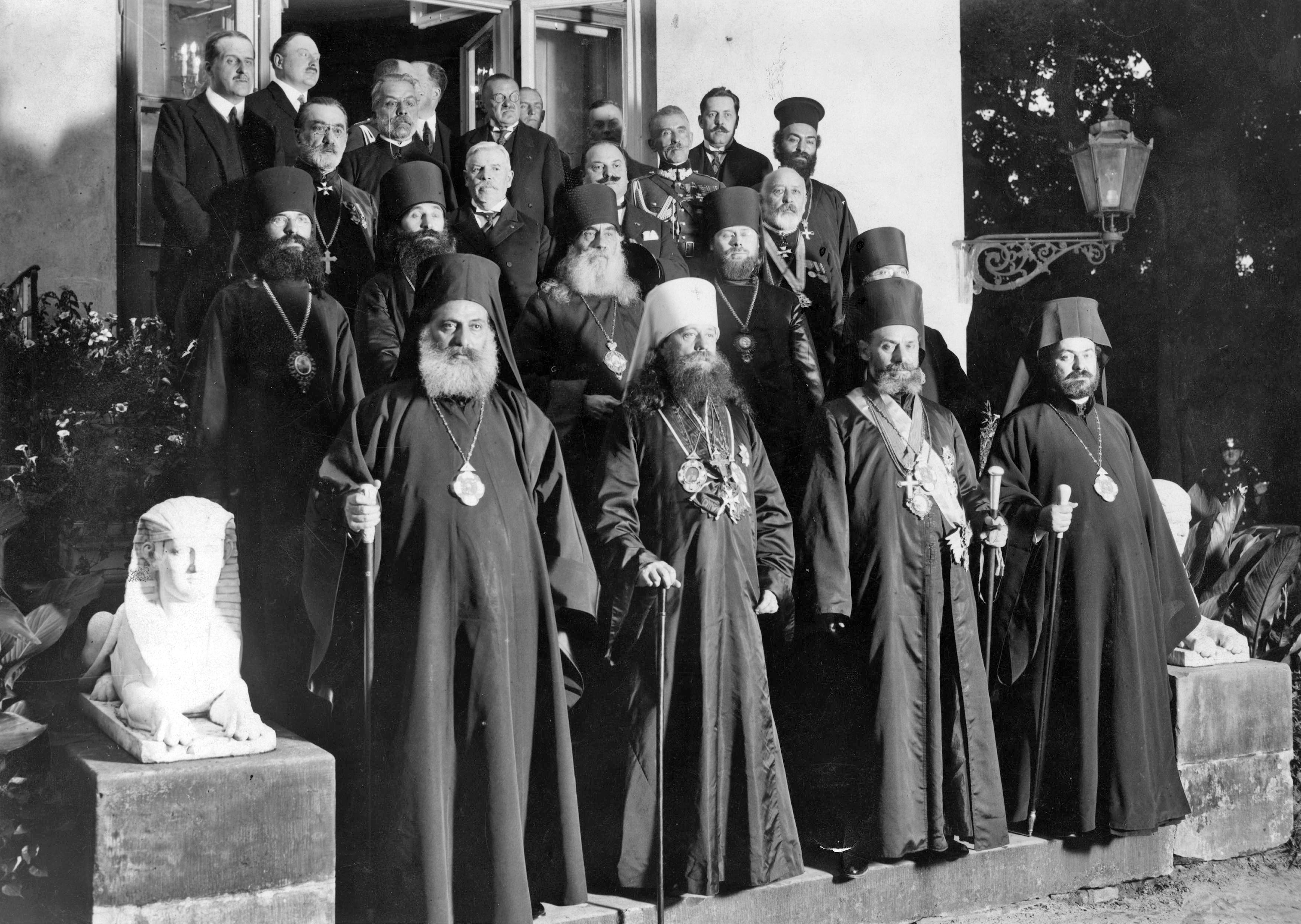

Одразу після цього митрополит Діонісій доклав зусиль, щоб ПАПЦ була визнана іншими Помісними Православними Церквами. Він здійснював пастирські візити до давніх патріархатів й інших автокефальних Православних Церков, передаючи їм цінні дари. Усі Помісні Православні Церкви визнали незалежність ПАПЦ, однак цього не зробила РПЦ. Спроби митрополита Діонісія налагодити відносини з Російською православною церквою закінчилися невдало.
Після завоювання Польщі Третім Рейхом, 27 листопада 1939 року нацистська влада усунула митрополита Діонісія від управління ПАПЦ і ув'язнила його під домашній арешт в Отвоцьку.
Діючим митрополитом Варшавським і всієї Польщі став Серафим (Ладе) Берлінський і німецький єпископ Російської православної церкви за кордоном.
Тоді активісти Українського Церковного Комітету намагалися переконати ув'язненого митрополита Діонісія підтримати прагнення українців до автокефалії, а також оголосити, що він знову буде очолювати Церкву. Тоді митрополит погодився висвятити в майбутньому двох єпископів української національності та надати українській мові статус офіційної мови ПАПЦ.
23 вересня 1940 року під час аудієнції у Ганса Франка митрополит Діонісій склав декларацію про лояльність, за що йому було дозволено повернутися на посаду лідера ПАПЦ.
Через тиждень митрополит очолив Собор Єпископів Автокефальної Православної Церкви в Генеральному Уряді, в якому брали участь лише він та єпископ Тимофій (Шреттер). Митрополит Діонісій затвердив рішення про заснування Варшавської, Краківсько-Лемківської та Холмсько-Підляської єпархій, а потім – згідно з попередньою згодою – висвятив архімандрита Палладія (Видибіду-Руденка) та ченця Іларіона (Огієнка) на єпископів.
У серпні 1943 року в радіопромові митрополит високо оцінив мужність німецьких вояків на Східному фронті в боротьбі з «безбожною більшовицькою навалою».
За словами Антонія Мироновича, митрополит тоді був переконаний у міцності перемоги Третього Рейху над Польщею та неминучому розпаді СРСР. Він передбачив цілковиту українізацію Православної Церкви в нових політичних умовах, тому й сам приєднався до неї – відправляв богослужіння в соборі святої Марії Магдалини у Варшаві українською мовою та видавав цією мовою церковну пресу. Він також хотів — всупереч застереженням і заборонам нацистської влади — перетворити Автокефальну Церкву в Генеральному Уряді на Українську Автокефальну Православну Церкву, яка б відображала національну структуру Церкви.
Проте він виступав проти відокремлення територій, населених етнічними білорусами, і створення Білоруської Православної Церкви.
У рамках формування основ автокефальної Церкви в Україні митрополит Діонісій призначив тимчасово керуючим «Автокефальної Церкви на визволених українських землях» єпископа Полікарпа (Сікорського), колишнього єпископа-помічника Волинської єпархії. Собор тієї ж Церкви, до якого входили й інші архієреї української національності, висвячені Діонісієм, надав йому спочатку титул почесного патріарха, а 8 квітня 1944 року — сан патріарха Київського. Цей сан був наданий неканонічно, бо жодна автокефальна православна церква не визнавала незалежності української церкви. Незважаючи на це, митрополит Діонісій відмовився від використання титулу Патріарха Київського лише через рішучу протидію влади Генерального Уряду.
Після вступу Червоної армії на Люблінщину митрополита нацисти евакуювали до Словаччини, звідки – після того, як лінія фронту зупинилася на Віслі – він вирішив повернутися до Закопаного, а потім до Пйотркова-Трибунальського. Проте подальші військові успіхи СРСР призвели до того, що в 1945 році німці вивезли його в Санкт-Петербург.
Він повернувся до Варшави після взяття Відня Червоною армією, подорожуючи через Будапешт і Сосновець.
13 червня 1945 року Діонісій звернувся до Болеслава Берута, в якому заявив про свою лояльність до польської влади та повідомив про своє повернення до виконання обов’язків голови ПАПЦ. Він також стверджував, що його співпраця з владою Генерального Губернатора була викликана необхідністю подбати про релігійні потреби православного населення шляхом запобігання ліквідації Церкви. Митрополит Діонісій також підкреслив, що багато дій, які він вживав під час війни, були вимушені нацистами, і він не вживав жодних додаткових ініціатив для влади.  Його пояснення не сприяли зміні негативного ставлення до нього з боку влади.
22 червня 1945 року  Релігійний відділ Міністерства публічної адміністрації звернувся до того ж міністра з проханням вплинути на митрополита, щоб він добровільно залишив посаду предстоятеля  ПАПЦ. Зазначалося, що примусове усунення священнослужителя може викликати міжнародні протести, а також згадувалися візити Діонісія до Ганса Франка та виступи, які вважалися антипольськими. Прокуратура Спецсуду також розглядала справу митрополита, але вирішила її призупинити. Тоді влада зв’язалася з митрополитом щодо його можливої добровільної відставки. Митрополит Діонісій рішуче відкинув таке рішення.
Тоді він також зв’язався з Патріархом Московським Олексієм І , бажаючи отримати від нього визнання  автокефалії ПАПЦ. Однак у 1946 році він отримав від нього листа, в якому Олексій І визнав автокефалію 1924 року недійсною. Він вимагав від Діонісія визнати керовану ним структуру неканонічною та погодитися на повернення до адміністративного поділу Православної Церкви на польських землях від 1918 року з усіма наслідками.
Митрополит Діонісій доклав зусиль для з’ясування сумнівних питань під час особистої зустрічі в Москві, яка спочатку була запланована на жовтень 1946 р. Але врешті-решт його від’їзд не відбувся, і патріарх – швидше за все під впливом сталінської влади – розірвав листування.
Остаточне рішення щодо подальшої долі митрополита Діонісія було прийнято восени 1946 року, коли міністр юстиції Генрик Швйонтковскі  перебував з візитом у Москві.
Розпорядженням президента Республіки Польща Болеслава Берута від 17 квітня 1948 р. на прохання міністра державного управління «було відкликано визнання Діонісія Валединського митрополитом Польської Автокефальної Православної Церкви». Це ж рішення було підтверджено постановою Ради міністрів. Влада довго обмірковувала вибір місця реколекції ієрарха – брала до уваги Отвоцьк, Лодзь, Пйотркув-Трибунальський і Лагув, де вже розпочалося пристосування помешкання для нього.
Митрополит Діонісій звернувся з письмовою заявою до міністра державного управління про відновлення канонічно наданої йому посади. Відповіді він також не отримав.
У листі до Московського патріарха Олексія (серпень 1948 року) митрополит Діонісій, перебуваючи під постійним тиском радянських спецслужб, визнав «тимчасовість і канонічну неповноту» православної церкви у Польщі з 1924 р. У відповідь на цей лист патріарх Олексій позбавив його титулу «блаженніший», залишивши йому сан митрополита. До керування ПАПЦ було поставлено тимчасово митрополита Тимофія.
Цього рішення щодо митрополита Діонісія не визнали Константинопольський патріарх Афінагор і польський уряд у вигнанні, тому з канонічної точки зору, митрополит Діонісій був предстоятелем ПАПЦ аж до свої смерті.
Митрополит перебував під домашнім арештом у Сосновці.
Влада дозволила йому після 15 травня 1958 року повернутися до Варшави після того, як він надіслав ще один лист, у якому вказав на згубний вплив перебування в Сосновці на його здоров’я.
Помер 15 березня 1960 року в парафіяльному домі при церкві святого Іоана Ліствечника у варшавському районі Воля.
За його власним бажанням його поховали на варшавському православному цвинтарі у районі Воля.

## Вшанування пам'яті
У 2001 році було знято документальний фільм, присвячений постаті митрополита Діонісія (Валединського), під назвою «Żywot i obywatelstwo».
У 2010 році вийшла друком біографія ієрарха, автором якої є Стефан Дудра.
У 2024 році Польське телебачення з нагоди 100-річчя підписання томосу про автокефалію Православної Церкви Польщі зняло документальний фільм «Metropolita Dionizy Waledyński».